# Tribu de Gouaro
Cet article concerne la tribu, pour le quartier voir Gouaro.
La Tribu de Gouaro (Dönêpê Rö Gëa' rhö en langue kanak) est une tribu dans la commune de Bourail dans la Province Sud de Nouvelle-Calédonie. Elle appartient au District de Ny et fait partie de l'Aire coutumière Ajië-Aro.
Elle dépend du district de Ny tout comme les tribus d'Azareu, Pothé, Ny, Bouirou et Oua-Oué qui sont aussi des tribus de Bourail.